# Raimondo Montecuccoli (1931)
Raimondo Montecuccoli byl italský lehký křižník stejnojmenné třídy, dvoučlenné třetí skupiny třídy Condottieri. 

## Stavba
Stavba křižníku byla zahájena v roce 1931, dne 2. srpna 1934 byla loď spuštěna na vodu a 30. června 1935 byla uvedena do služby.

## Operační služba
Křižník bojoval v bitvě u Punta Stilo a při britské Operaci Harpoon. Dne 4. prosince 1942 křižník v Neapoli vážně poškodilo spojenecké letectvo. Opraven byl jen několik týdnů před italskou kapitulací a po ní zůstal internován a do války se již nezapojil.
Po válce byl Raimondo Montecuccoli vrácen Itálii a v letech 1947–1949 byl přestavěn na cvičnou loď. Byla demontována jedna věž se 152mm kanóny a jedna se 102mm kanóny, naopak přibylo několik 40mm a 20mm kanónů. Demontovány byly rovněž dva kotle a rychlost plavidla se snížila na 29 uzlů. Marina Militare křižník vyřadila roku 1964.